# Bumper Robinson
Larry C. „Bumper” Robinson II este un actor american de film, televiziune și voce.  El este cunoscut pentru rolurile sale ca Bumblebee și Blitzwing din Transformers: Animated , Falcon din Avengers Assemble și Cyborg din Justice League: Doom.
| Bara de protecție Robinson | Bara de protecție Robinson |
| -------------------------- | -------------------------- |
| Născut                     | Larry C. Robinson II       |
| Ocupaţie                   | Actor                      |
| ani activi                 | 1983–prezent               |
| Soție                      | Katherine Penton           |
| Copii                      | 2                          |

## Carieră
Prima pauză teatrală a lui Robinson a venit ca fiul personajului lui OJ Simpson în Cocaine and Blue Eyes (1983), un film de televiziune CBS. Ani mai târziu, va fi distribuit în rolul tânărului OJ Simpson în The OJ Simpson Story (1995).
În anii 1980, Robinson l-a jucat pe Zammis în Enemy Mine , Clarence în Amen, Jonah Carver în Days of Our Lives și un rol recurent ca Leon la Night Court de la NBC. A făcut apariții în The Jeffersons , Gimme a Break! , Hill Street Blues , Matt Houston , Cagney & Lacey , Webster , Punky Brewster , The Facts of Life and Family Matters . Și-a început cariera de voce off în The Flintstone Kids ca Philo Quartz, urmată de munca la Scooby-Doo., printre alții.
Cariera lui Robinson a continuat în anii 1990, cu lucrări la Star Trek: Deep Space Nine , filmul de televiziune FOX Generation X și emisiuni precum Hangin' with Mr. Cooper , The Client , Touched by an Angel , The Steve Harvey Show , Sister, Sister și The John Larroquette Show . El a câștigat recenzii excelente  pentru interpretarea sa în rolul lui Jackie Jackson în miniseria ABC, The Jacksons: An American Dream , după care s-a alăturat distribuției A Different World.ca Dorian Heywood. El l-a mai jucat pe Jared Harris în Guys Like Us , Marcus Miller în The WB 's Three , un rol recurent ca Ivan Ennis în Living Single și Marcus Wentworth în Grown Ups al UPN .
În 2001, Robinson a jucat alături de Phylicia Rashad în filmul PBS The Old Settler . Nu după mult timp, a jucat într-un serial de acțiune produs american-chinez numit Flatland , cu Dennis Hopper , care a fost filmat în Shanghai . S -a alăturat distribuției Sabrinei The Teenage Witch în 2003, după care s-a îndreptat spre New Mexico pentru a juca în Death Valley .
A apărut în CSI: NY , Bones , Jane Doe: Yes I Remember It Well , Roommates , Alcatraz și BET 's The Game .
În plus, Robinson este, de asemenea, un actor vocal proeminent, cu roluri în filme de animație și emisiuni de televiziune, cum ar fi Scooby-Doo and the Ghoul School , Pinky and the Brain , Futurama , Brother Bear și Teenage Mutant Ninja Turtles . De asemenea, a oferit vocile lui Bumblebee , Blitzwing, Porter C. Powell și Blackout on Transformers: Animated .